# Acacia crinita
Acacia crinita är en ärtväxtart som beskrevs av Townshend Stith Brandegee. Acacia crinita ingår i släktet akacior, och familjen ärtväxter. Inga underarter finns listade i Catalogue of Life.